# 王老生
王老生（478年—529年6月1日），名休，字老生，以字行，自称是太原郡晋阳县（今山西省太原市）人，北魏官员。

## 生平
王老生因有武艺得到魏宣武帝元恪看重，获敕令出任补身左右、冗从仆射。正光年间，王老生出任南道统军，出征获胜后出任直后，加越骑校尉。当时莫折大提在秦州渭州一带反叛，葛荣在燕赵一带反叛，朝廷任命王老生出任中坚将军、征葛别将。孝昌初年，王老生出任清河郡太守，孝昌二年（526年），王老生出任龙骧将军、广宗郡太守。孝昌三年（527年），王老生出任平北将军、广平内史。建义元年（528年），王老生出任抚军将军、银青光禄大夫，封祝阿县开国子，食邑三百户。当时泰山羊侃在兖州反叛，邢杲在海滨反叛，朝廷敕令王老生出任都督，与大行台于辉，大都督东莱王元贵平等人前往讨伐，先是平定了兖州羊侃的叛乱。然而邢杲的叛乱扩大，朝廷敕令王老生和太宰元天穆等人前往讨伐，将邢杲俘虏。当时北海王元颢获得南梁的帮助进攻北魏，王老生与元天穆、李叔仁率领四万人马偷袭元颢的后方，攻克了大梁，王老生又和费穆率领两万人马占据虎牢，忽然听说太宰元天穆率领军队向北渡过黄河，王老生的部下人心骚动，王老生进退两难，就率领军队向元颢投降，元颢怀疑王老生，王老生于永安二年五月九日（529年6月1日）在洛阳被杀死，时年虚岁五十二。朝廷赠予使持节、都督相州诸军事、车骑将军、相州刺史、祝阿县开国子如故，天平四年岁次丁巳三月丙申朔十四日己酉（537年4月9日）葬于邺城西门豹祠南二里。

## 家庭

### 祖父
- 王次多，后秦并秦二州刺史、北平公[1]

### 父亲
- 王惠，北魏文成帝时内行内小、槃阳镇将、北平公[1]

### 兄弟
- 王恩，北魏汝南王侍郎[6]

### 儿子
- 王洪显，东魏持节、征虏将军、襄城郡太守、祝阿县开国子[1]
- 王光显，北齐宁远将军、定远郡太守、太原男[1]